# Wankelmut
Jacob Dilßner  (Berlijn, 17 juli 1987) is een Duitse dj en producer van housemuziek. Hij werd vooral bekend door zijn remix van One day / Reckoning son van Asaf Avidan & The Mojos, die in 2012 een grote hit werd.

## Biografie
Dilßner wordt als dj en producer actief wanneer hij aan de universiteit studeert. In 2011 maakt hij een eigen remix van One day / Reckoning son van Asaf Avidan & The Mojos, een nummer dat uit 2008 stamt. Hij plaatst deze op SoundCloud. De remix wordt door veel luisteraars gewaardeerd en gedeeld. Al snel is de remix een hit op het platform en krijgt Dilßner  een contract aangeboden. De remix groeit al snel uit tot een grote hit. Ook in Nederland en  België wordt de eerste plek van de hitlijsten bereikt. Hij schort zijn studie tijdelijk op en gaat op een tournee door Europa. In 2013 verschijnt met My Head Is a Jungle zijn tweede single. Hierop zingt de Australische Emma Louise mee. Deze wordt in enkele landen ook een hit door de remix van Marc Kinchen. Ook verschijnen de mixcompilaties onder de naam Wankelmoods.  De jaren daarop bracht hij nog met regelmaat singles uit maar grote hits zitten er niet meer bij. Wel richt hij in 2020 het label WKLMT op.

## Discografie
- Wankelmoods Vol. 1 (mixcompilatie) (2012)
- Wankelmoods Vol. 2 (mixcompilatie) (2013)
- Wankelmoods Vol. 3 (mixcompilatie) (2014)

| Single met eventuele hitnotering(en) in de Nederlandse Top 40 | Datum van verschijnen | Datum van binnenkomst | Hoogste positie | Aantal weken | Opmerkingen     |
| ------------------------------------------------------------- | --------------------- | --------------------- | --------------- | ------------ | --------------- |
| Reckoning Song/One Day - Wankelmut RMX                        |                       | 18-08-2012            | 1(6wk)          | 20           |                 |
| My Head Is a Jungle                                           |                       | 06-04-2013            | tip7            | -            | met Emma Louise |

- Gemeinsame Normdatei: 117730788X
- Library of Congress Control Number: n2019025215
- MusicBrainz: a6af027a-9c80-4e6f-ba2d-8d7641832a72
- Virtual International Authority File: 2982154983536867860008
- WorldCat: E39PBJpYycGYdyC6jcjQqrYByd